# Roger Nordin

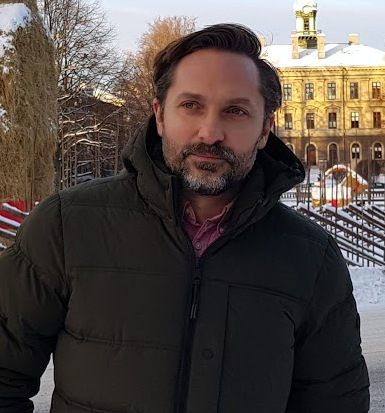
Roger Nordin julafton 2018 vid julbocken i Gävle med Rådhuset i bakgrunden.

Nils Roger Nordin, född 24 april 1977 i Gävle, är en svensk radiopratare och journalist som startade sin radiokarriär som trettonåring 1991 på Gävle Närradio. Där började han redan i årskurs 7 sända radio på den lokala fritidsgården i programmet Träffen 98,3. Han satt även med som tekniker under kommunfullmäktiges sändningar på Gävle närradio under flera år.  
Redan som 17-åring började han 1994 arbeta på nystartade RIX 105 Gävle. Där ledde han bland annat partyprogrammet Hot shots.
Parallellt med sitt arbete i Gävle sände han även på helger på dåvarande Radio Rix nationella sändningar i Göteborg (1994, 1995) och i samband med att MTG tog över driften för RIX sändningar (1996) började han arbeta i Stockholm. Där startade han den dagliga topplistan Rix Topp 6. 
I augusti år 2000 fick Nordin ta över Rix Morronzoo. Morgontrion med Nordin, Titti Schultz och Gert Fylking ledde programmet fram till 2010. Då byttes några av rösterna ut, men Nordin var fortfarande ankare fram till 2013 när han sade upp sig för att gå över till NRJ.
I RUAB:s (Radioundersökningar AB) lyssnarmätningar under 2003 passerade Rix FM både Sveriges Radios P3 och P1, i såväl morgonlyssning som dygnslyssning. Nordin blev även årets radiopersonlighet vid Radiogalan 2004, och programmet vann lyssnarpriset "Guldhornet" vid samma gala tre år i rad.
Nordin berättade i direktsändning 2005 att han är homosexuell. Han prisades av tidningen QX läsare och utsågs till Årets homo vid Gaygalan 2006. Han har även agerat programledare på TV3, bland annat för programmet "Sveriges smartaste barn" 2009.
I januari 2014 tog Nordin över radioprogrammet Vakna med NRJ tillsammans med Titti Schultz och Ola Lustig.
Han var inbjuden gästtalare vid 1 maj-firandet i Kalmar 2008, och har även medverkat i Helgpanelen i TV 4:s Nyhetsmorgon.
I mars 2016 meddelade MTG att de rekryterat Nordin för olika programledaruppdrag inom koncernen. Han tillträdde sin nya tjänst i januari 2017. Detta skulle visa sig vara samma jobb han lämnat några år tidigare, nämligen ankare för Rix Morronzoo.